# Dmitrij Nyikolajevics Bludov
Dmitrij Nyikolajevics Bludov, gróf, (1785. április 16. – Szentpétervár, 1864. március 2.) orosz államférfi.

## Életpályája
Követségi titkár volt Stockholmban és Bécsben, később pedig Londonban szerepelt ügyvivői minőségben. Nyikolaj Karamzin ajánlatára Miklós cár államtitkára, 1837-ben belügyi, 1839-ben igazságügyi miniszter és a birodalmi tanács törvényszerkesztő osztályának elnöke lett. Részt vett a megkezdett törvény kodifikálásban s útját egyengette a jobbágyság eltörlésének. 1842-ben grófi rangra emelték. 1846-ban Rómába ment, hogy a konkordátum ügyében a kúriával egyezségre jusson. Bizalmas embere lévén II. Sándor cárnak, nagy része volt a kezdeményezett reformok keresztülvitelében, 1858-ban tagja lett a jobbágyság felszabadítása ügyében összeült bizottságnak, 1861-ben pedig a cár a birodalmi tanács és a minisztérium elnökévé nevezte ki. Ebben a minőségében írta alá 1861. március 2-án azt az okmányt, amely a jobbágyságot végképpen eltörölte. Megírta I. Miklós cár utolsó napjainak és halálának történetét.